# Maarten Westenrode
Maarten Westenrode, pseudoniem van Raoul Duflou (Poperinge, 24 mei 1927) is een Vlaamse schrijver. 
In zijn geboorteplaats studeerde hij Grieks en Latijn aan het Sint-Stanislascollege. Hij ging in 1946, zonder al te veel enthousiasme, als handelsvertegenwoordiger aan de slag, maar stapte in 1965 over naar het bankwezen. In 1987 nam hij vervroegd pensioen, want, zo zegt hij, het leven is té waardevol om er niet van te genieten...
Hij houdt zich in 2005 bezig met schrijven of dichten en doet gedurende twee dagen per week vrijwilligerswerk in de abdijbibliotheek van Zevenkerken.
In de zestiger jaren volgde hij, avondlessen aan  de 'English Club' (P.H.T.I.) te Gent, waar hij zich verdiepte in de essentie van de Franse taal. Een diepgaande ontleding van L'Avare van Molière gaf hem een hernieuwde belangstelling voor literatuur.
Door contacten met de Jong-Nederlandse Literaire Dagen kreeg hij behoefte aan schrijven.
Hij schreef vier bundels, te weten, “Nevels rond Veerle”, “Uit Nevel Herboren”, “De uren, de dagen, de jaren” en “Wachten op morgen”. Laatst verscheen “Condor en Diepzee” en "nader de verten".
Verschillende gedichten van Maarten Westentode werden geselecteerd door de Academie voor Euritmie in Den Haag, een instituut dat zich tot doel stelt het gesproken woord zichtbaar te maken door bewegingsvorm.
In De Torhoutnaar werden 52 artikels opgenomen over de geheime wapens van de Eerste Wereldoorlog, geschreven in samenwerking met Fons Waelput.
Maarten Westenrode is een wat introvert man, die weinig contact onderhoudt met zijn dorps- en geestesgenoten. Het kan best zijn dat de meeste Latemnaren niet eens weet hebben van zijn literaire activiteiten, maar in letterkundige kringen worden zijn gedichten en geschriften sterk gewaardeerd. 